# Estados Unidos nos Jogos Olímpicos de Verão de 1908
Os Estados Unidos da América competiram nos Jogos Olímpicos de Verão de 1908 em Londres, Inglaterra. No ranking geral, ficaram em 2º lugar, com 23 medalhas de ouro.